# Henryk Paczkowski
Henryk Paczkowski (ur. 15 stycznia 1928 w Poznaniu, zm. 3 grudnia 1976 w Skarżysku-Kamiennej) – polski piłkarz grający na pozycji bramkarza. Grał m.in. w Legii Warszawa, Śląsku Wrocław i Lechu Poznań. Był jednym z lepszych bramkarzy polskiej piłki swojego czasu. We Wrocławiu i w Warszawie odrabiał służbę wojskową.